# Варваринка (Костанайская область)
Варваринка (каз. Варварин) — село в Тарановском районе Костанайской области Казахстана. Входит в состав Асенкритовского сельского округа. Код КАТО — 396435300.

## География
Село находится к северо-западу от районного центра села Тарановское на правом берегу реки Аят.
Территория села составляет 426 га.

## Население
В 1999 году население села составляло 371 человек (180 мужчин и 191 женщина). По данным переписи 2009 года, в селе проживали 302 человека (166 мужчин и 136 женщин).
На 1 января 2013 года численность населения села составила 316 человек.